# Johan Sebastian Welhaven
Johan Sebastian Cammermeyer Welhaven (ur. 22 grudnia 1807 w Bergen, zm. 21 października 1873 w Christianii) – norweski pisarz, krytyk i badacz literatury.

## Młodość
Jego dziadek, Johan Andreas Welhaven, był nauczycielem oraz pomocnikiem pastora. Ojciec, Johan Ernst Welhaven, był pastorem, jego matka, Else Margaret Cammermeyer, była córką kapelana. Rodzina, pochodząca z Meklemburgii, była silnie związana z mieszkającymi w Norwegii Niemcami. Pobierał nauki w szkole w Bergen w latach 1817-1825. Studiował teologię na uniwersytecie w Christianii, gdyż tak życzył sobie jego ojciec, jednak nie ukończył tych studiów. Równolegle uczęszczał na zajęcia z literatury i estetyki.

## Dorosłe życie
W 1835 wyjechał do Danii, a w 1836 odbył podróż do Francji. W 1840 zmarła jego ukochana, Ida Kjerulf. W tym samym roku został lektorem filozofii. W 1843 został zatrudniony na uniwersytecie w Christianii, zaś w 1846 objął tam stanowisko profesora filozofii na i zajmował je do 1868. W 1858 odbył podróż do Włochy, gdzie studiował archeologię. 

## Działalność literacka i publicystyczna
Welhaven był jednym z czołowych konserwatystów w norweskiej literaturze XIX wieku. Jego głównymi przeciwnikami byli ówcześni nacjonaliści, szczególnie ostro atakował zaś Henryka Wergelanda, krytykując zarówno jego poglądy jak i styl literacki. Publikował w czasopismach Vidar i Constitutionelle.
W ramach sporu z Wergelandem, Welhaven opublikował w 1834 poemat Norges Dæmring (Świt Norwegii), w którym krytykował wady narodowe Norwegów i zarzucał ograniczenie intelektualne tym wszystkim, którzy odrzucali związki kulturowe między Danią a Norwegią. Publikacja tego poematu wzbudziła kontrowersje, autorowi zarzucono brak patriotyzmu.
W latach 40, po śmierci Idy Kjerulf, twórczość Welhavena nabrała bardziej lirycznego charakteru, większość jego późniejszego dorobku stanowią poezje. Inspirowali się nimi norwescy kompozytorzy okresu romantyzmu, m.in. Edvard Grieg. W latach 50 w jego poezji bardzo często pojawiały się motywy ludowe i baśniowe, nawiązania do nordyckich sag, historii Skandynawii. W ostatnich latach swojego życia dużo czasu poświęcił badaniom nad historią literatury norweskiej i duńskiej.

## Wybrane prace
- Til Henrik Wergeland! (1830)

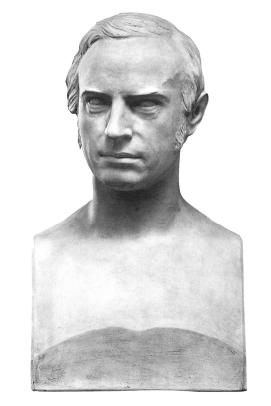
Popiersie Welhavena (1867)
Nasjonalgalleriet

- Henrik Wergelands Digtekunst og Polemik ved Aktstykker oplyste, (1832)
- Norges Dæmring. Et polemisk Digt, (1834)
- Digte, (1839)
- Nyere Digte, (1845)
- Halvhundrede Digte, (1848)
- Reisebilleder og Digte, (1851)
- En Sjel i Vildmarken, (1856)
- En Digtsamling, (1860)
- Ewald og de norske Digtere, (1863)
- Samlede Skrifter, (1867–68)
- Samlede Digterværker, Jubilæumsutgave I-VI (1907)
- Samlede Digterverker I-III, (1945)
- Metaphysik i 100 Paragrafer (1965)
- Samlede verker 1–5 (1990–1992)